# Henrik Jaenzon
Henrik (Pontus) Jaenzon, né le 1er octobre 1886 à Göteborg et mort le 27 avril 1954 à Stockholm, est un directeur de la photographie suédois.

## Biographie
Henrik Jaenzon est chef opérateur d'une soixantaine de films muets suédois sortis entre 1911 et 1926 ; suit un unique film parlant sorti en 1935, après lequel il se retire.
Il collabore souvent avec les réalisateurs Victor Sjöström et Mauritz Stiller ; du premier, on peut mentionner Ingeborg Holm (1913) et Le Monastère de Sandomierz (1920) ; du second, on peut citer À travers les rapides (1921) et Le Vieux Manoir (1923).
Parmi les quelques autres réalisateurs avec lesquels il travaille, on peut nommer Sigurd Wallén.
Il est le frère de Julius Jaenzon (1885-1961), également directeur de la photographie ; tous deux sont chefs opérateurs sur Le Vieux Manoir précité.
Henrik Jaenzon meurt en 1954, à 67 ans.

## Filmographie partielle

### Réalisations de Victor Sjöström
- 1912 : Ett hemligt giftermål
- 1913 : Blodets röst
- 1913 : Ingeborg Holm
- 1913 : Miraklet

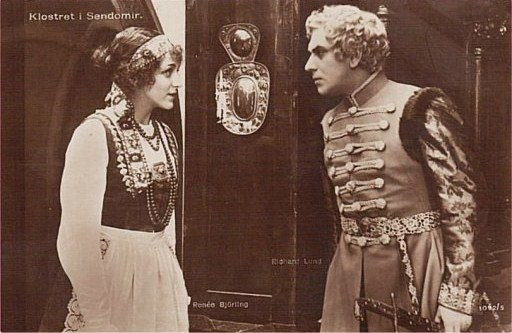
Le Monastère de Sandomierz (1920), avec Renée Björling et Richard Lund

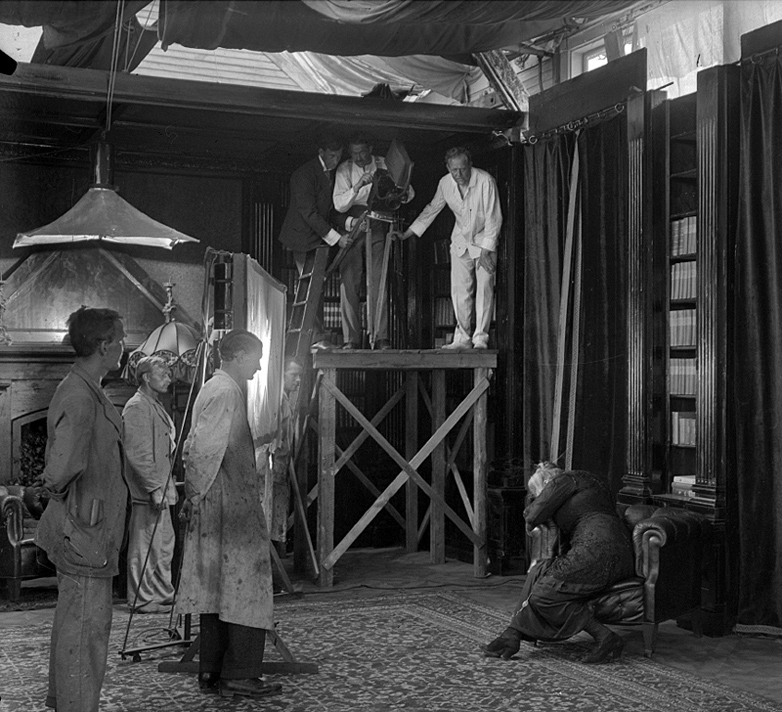
Derrière la caméra, avec Victor Sjöström à ses côtés en costume blanc, sur le tournage de Le Testament de sa Grâce (1919)

- 1914 : L'Amour plus fort que la haine (Kärlek starkare än hat eller Skogsdotterns hemlighet)
- 1914 : Ne jugez pas (Dömen icke)
- 1914 : Les cœurs se rencontrèrent (Hjärtan som mötas)
- 1914 : La Fille de la haute montagne (Högfjällets dotter)
- 1914 : Gattans barn
- 1915 : Skomakare, bliv vid din läst
- 1915 : I prövningens stund
- 1915 : L'Argent de Judas (Judaspengar)
- 1915 : Sonad skuld
- 1915 : Landshövdingens döttrar
- 1915 : En av de många
- 1915 : Det vari maj
- 1916 : Hon segrade
- 1916 : Les Vautours de la mer (Havsgamar)
- 1916 : Skepp som mötas
- 1916 : Thérèse (Therèse)
- 1917 : La Fille de la tourbière (Tösen fran stormyrtorpet)
- 1919 : Le Testament de sa Grâce (Hans nåds testamente)
- 1920 : Le Monastère de Sandomierz (Klostret i Sendomir)
- 1920 : La Montre brisée (Karin Ingmarsdotter)
- 1922 : La Maison cernée (Det omringade huset)

### Réalisations de Mauritz Stiller
- 1914 : När svärmor regerar
- 1915 : Lekkamraterna
- 1916 : Kampen om hans hjärta

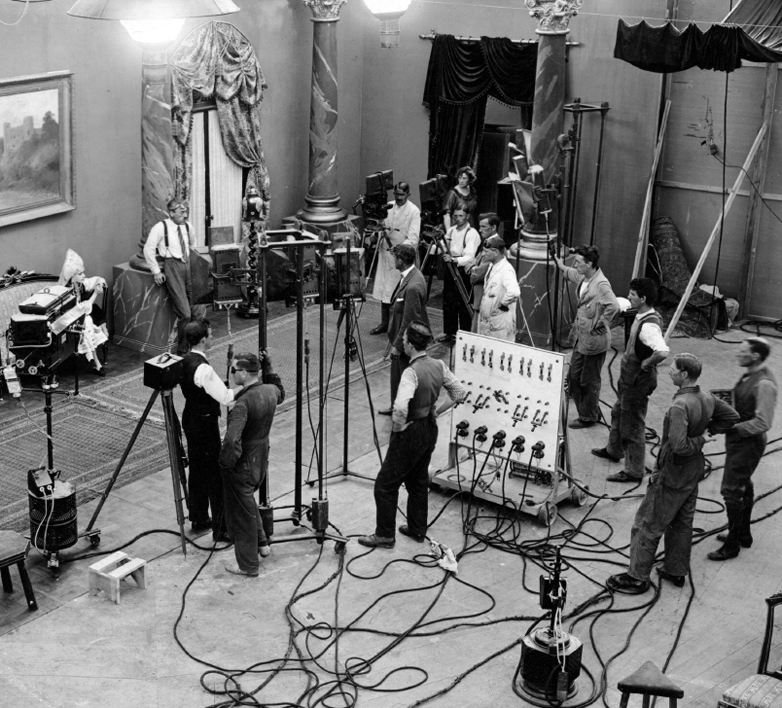
Derrière une caméra en blouse blanche, avec Mauritz Stiller adossé à une colonne, sur le tournage de Les Émigrés (1921)

- 1917 : Le Meilleur film de Thomas Graal (Thomas Graals bästa film) (+ acteur : le photographe)
- 1918 : Thomas Graals bästa barn
- 1919 : Le Chant de la fleur écarlate (Sången om den eldröda blomman)
- 1920 : Vers le bonheur (Erotikon)
- 1920 : La Vengeance de Jacob Vindas (Fiskebyn)
- 1921 : À travers les rapides (Johan)
- 1921 : Les Émigrés (De landsflyktige)
- 1923 : Le Vieux Manoir (Gunnar Hedes saga)

### Réalisations de Sigurd Wallén
- 1923 : Anderssonskans Kalle på nya upptåg
- 1923 : Friaren från landsvägen
- 1924 : Halta Lenaoch vindögda Per
- 1924 : Dan, tant och lilla fröken Söderlund
- 1924 : Grevarna på Svansta